# Jan Tadeusz Duda
Jan Tadeusz Duda (ur. 29 kwietnia 1949 w Starym Sączu) – polski inżynier elektrotechnik, informatyk i samorządowiec. Profesor nauk technicznych, profesor zwyczajny Akademii Górniczo-Hutniczej im. Stanisława Staszica w Krakowie, przewodniczący Sejmiku Województwa Małopolskiego VI i VII kadencji (od 2019). Ojciec Andrzeja Dudy, prezydenta RP w latach 2015–2025.

## Życiorys

### Wykształcenie i praca naukowa
W 1973 ukończył elektrotechnikę na Akademii Górniczo-Hutniczej. Po studiach został zatrudniony jako inżynier automatyk w krakowskim Instytucie Nafty i Gazu. Doktoryzował się w 1977 na macierzystej uczelni. W okresie 1977–2004 pracował w Katedrze Automatyki na Wydziale Elektrotechniki, Automatyki, Informatyki i Elektroniki AGH. Habilitował się w 1992 również na AGH na podstawie dorobku naukowego i rozprawy pod tytułem Wybrane zagadnienia syntezy algorytmów sterowania nadrzędnego wolnozmiennymi, ciągłymi procesami przemysłowymi.
Tytuł naukowy profesora nauk technicznych został mu nadany w 2004. W tym samym roku rozpoczął pracę na Wydziale Zarządzania macierzystej uczelni. W 2006 został kierownikiem Katedry Analizy Systemowej i Modelowania Cyfrowego. W 2006 został profesorem zwyczajnym AGH (od 1998 był profesorem nadzwyczajnym). W 2009 objął stanowisko kierownika w Katedrze Informatyki Stosowanej Wydziału Zarządzania AGH. Objął także stanowisko profesora zwyczajnego w Instytucie Politechnicznym Państwowej Wyższej Szkoły Zawodowej w Tarnowie, następnie został profesorem na Wydziale Politechnicznym Akademii Nauk Stosowanych w Tarnowie. W latach 1993–2001 wykładał również na Politechnice Opolskiej.
Odbył szereg staży zagranicznych, m.in. w Wielkiej Brytanii, Danii i Francji. Zainteresowania badawcze Jana Dudy dotyczą m.in. informatyki stosowanej, teorii systemów i modelowania matematycznego. Autor opracowania Modele matematyczne, struktury i algorytmy nadrzędnego sterowania komputerowego (2003).

### Działalność publiczna
Został członkiem Akademickiego Klubu Obywatelskiego im. Prezydenta Lecha Kaczyńskiego w Krakowie.
W wyborach samorządowych w 2014 z listy Prawa i Sprawiedliwości uzyskał mandat radnego Sejmiku Województwa Małopolskiego V kadencji. Mandat radnego utrzymał w wyborach w 2018. W wyborach parlamentarnych w 2019 kandydował do Senatu z okręgu nr 32. Uzyskał 79 608 głosów (tj. 40,45%), przegrywając z Jerzym Fedorowiczem. 30 października tego samego roku został wybranym przewodniczącym sejmiku VI kadencji w miejsce wybranego do Sejmu Rafała Bochenka. Wchodził w skład rady Narodowego Centrum Badań i Rozwoju. W 2024 z powodzeniem ubiegał się o reelekcję w wyborach wojewódzkich. 6 maja tego samego roku ponownie wybrano go na przewodniczącego sejmiku.
Wszedł w skład komitetu wspierającego kandydaturę Karola Nawrockiego na prezydenta RP w wyborach w 2025.

## Życie prywatne
Syn Alojzego i Kingi z domu Rams. W 1970 Jan Duda zawarł związek małżeński z Janiną Milewską. Ich synem jest prawnik i polityk Andrzej Duda, w 2015 i 2020 wybierany na prezydenta RP. Mają także dwie córki: Annę i Dominikę. Jego bratem jest Antoni Duda.